# Alejandro Toro
David Alejandro Toro Ramírez (Medellín, 1 de enero de 1977) es Administrador Público, Geopolítico  y Representante a la Cámara por el departamento de Antioquia para el período 2022-2026. así mismo se ha desempañado como conferencista y defensor de derechos humanos. 

## Representante a la Cámara
En marzo de 2022 fue elegido como Representante a la Cámara por movimiento Pacto Histórico del candidato Presidencial Gustavo Petro.
Previa la instalación del Congreso visitó Washington D.C buscando enlaces internacionales en favor de Colombia.
Toro, se posesionó como integrante de la Comisión Permanente de Economía del Parlamento Andino para el periodo 2022 – 2026.

## Presidencia Comisión Segunda
El representante fue electo el 23 de julio del 2024  como Presidente de la Comisión Segunda de Relaciones Internacionales, Seguridad y Defensa en la Cámara de Representantes, para el año legislativo 2024 - 2025 
Uno de los principales enfoques de su presidencia es el fortalecimiento de las relaciones bilaterales y de cooperación con embajadas internacionales y la apertura comunicacional de la corporación.

## Legislatura
Es uno de los precursores del proyecto de ley radicado en 2022 por la bancada del Pacto Histórico enfocado en retomar los acuerdos de paz e iniciar los diálogos con el ELN que fue denominado como paz total. Participó de la reciente apertura de Frontera Colombia - Venezuela promovida por el presidente Gustavo Petro.
Así mismo, el representante radicó un proyecto para agilizar la restitución de tierras por vía administrativa.
También, en sus labores como dentro del Parlamento Andino, participó de la Misión de Observación Electoral en Brasil y asistió al Eurolat en Bruselas donde hablaron de los retos que enfrenta el mundo actualmente y buscó apoyo internacional para la Paz Total, especialmente para las negociaciones con el ELN.
El representante fue promovido por más de 200 miembros de las bases de las diferentes colectividades que componen el Pacto Histórico como candidato a la Alcaldía de Medellín sin embargo, el congresista declinó la solicitud para continuar como Representante a la Cámara.
En el tiempo del receso legislativo ha visitado las subregiones de Occidente y Urabá, llegó al municipio de Murindó y visibilizó la situación tras una empalizada sufrida y pidió ayuda. Posteriormente, inició una gira internacional con el objetivo de fortalecer las relaciones de Colombia, profundizar aspectos políticos, consolidar aspectos económicos y de cooperación internacional que permitan generar confianza en el país.
En febrero, participó junto a miembros del Parlamento Andino en el Foro Internacional de Economía Solidaria y Cooperativismo en el que habló de la importancia de nivelar la cancha entre la banca tradicional y las cooperativas financieras.
En medio del paro minero que hubo en el Bajo Cauca, el representante Toro denunció que detrás de las acciones violentas se encontraba alias "Chirimoya" del Clan del Golfo.
En abril, fue ponente del Proyecto de Ley que ratifica el acuerdo de transporte terrestre de carga y de pasajeros entre la República de Colombia y la República Bolivariana de Venezuela, el cual fue aprobado por unanimidad. y radicó un Proyecto de Ley que pretende quitarle el monopolio a los bancos y equilibrar la cancha entre los actores del sistema financiero.

## Logros legislativos
David Alejandro Toro ha sido parte fundamental de proyectos legislativos como la regulación de la inteligencia artificial en temas de seguridad y defensa, la reapertura de la frontera entre Colombia y Venezuela, y la defensa de los derechos de los trabajadores de seguridad privada. 
Ha sido un defensor de los derechos de los migrantes al proponer soluciones como la construcción de una carretera por el Tapón del Darién.
Ha sido un defensor de los derechos humanos, impulsando iniciativas como la reapertura de la frontera entre Colombia y Venezuela y proyectos de restitución de tierras - El Espectaador  

## Cobertura de prensa sobre iniciativas legislativas
Papel del representante en la apertura de la frontera con Venezuela (https://www.semana.com/economia/empresas/articulo/proyecto-de-acuerdo-comercial-para-el-transporte-de-carga-entre-colombia-y-venezuela-supero-el-tercer-debate/202305/)  
Solución para los migrantes en el Tapón del Darién - RCN Radio (https://www.rcnradio.com/colombia/el-proyecto-que-promete-construir-una-carretera-por-la-selva-del-darien-asi-seria)
Iniciativa legislativa por los derechos de los trabajadores de seguridad privada. - Cámara de Representantes (https://www.camara.gov.co/seguridad-privada) 
Veeduría de como representante de Colombia en Elecciones Internacionales - El Tiempo (https://www.eltiempo.com/colombia/congresista-alejandro-toro-del-pacto-historico-es-veedor-en-las-elecciones-de-rusia-3325292) 
Iniciativa para combatir el flagelo del Gota a Gota en el país a través del fortalecimiento del sector cooperativo -Pluralidad Z (https://pluralidadz.com/politica/alejandro-toro-el-gota-a-gota-esta-generando-desplazamiento-y-muerte/)
Ejercicio de control político en la denuncia sobre la venta de las acciones de UNE - INFOBAE (https://www.infobae.com/colombia/2024/08/22/funcionarios-de-gobierno-petro-y-bancada-de-pacto-historico-rechazaron-venta-de-une/) 
Cubrimiento Elección Presidencia Comisión Segunda – Cámara de Representantes ( https://revistaelcongreso.com/estos-son-los-nuevos-presidentes-de-las-comisiones-en-camara/) 